# Velvet Velvet
『Velvet Velvet』（ヴェルヴェット・ヴェルヴェット）は、カーネーションの14枚目のアルバム。2009年11月25日に自身のレーベルCosmic Sea Recordsより発売（Pヴァイン・レコードとの共同リリース）。
メンバーが２人（直枝政広、大田譲）になってから初のオリジナルアルバムである。脱退したドラムの矢部浩志に代わり、中原由貴が参加している。
シングル曲「ジェイソン」以外は全て新曲。限定盤のみPVを収録したDVDが付属。ジャケットは向き合う2つの椅子で、アーティスト名の上に「Songbook」と表記されている。
タイトルのVelvetとはパイル織物のことで、「滑らかに」という意味。
ディスクユニオンの初回特典のみ、メンバーによる全収録曲の解説コメンタリーCD-R付属。
本作はA面とB面を意識して作られており、「ジェイソン」からB面が始まるという。
なお、「Dream is Over」でアルバムの本編は終わり、「遠い空　響く声」はエンドロールの曲であるという。
全体を通して「歌詞」が重視されている。
2010年、本アルバムで「OTOTOY Award 2009」 (Member's Choice Award) のランキング1位を記録した。

## 収録曲
1. Velvet Velvet
2. さみだれ
3. 田園通信
4. Annie
5. この悲しみ
6. Willow in Space
7. ジェイソン
ホラー映画の登場人物の「ジェイソン」とは無関係。インディーズ時代の代表曲『夜の煙突』の世界観と繋がっているという。
8. For Your Love
9. 砂丘にて
10. Songbook
11. Dream is Over
12. 遠い空　響く声
中間の空白は全角表記だが、配信では半角で「遠い空 響く声」となっている。

## 限定版DVD
1. ジェイソン
2. Velvet Velvet
3. Making of "Velvet Velvet"